# 黃翼蝠屬
黃翼蝠屬（学名：Lavia），哺乳綱、翼手目、假吸血蝠科的一屬，而與黃翼蝠屬（黃翼蝠）同科的動物尚有澳洲假吸血蝠屬（澳洲假吸血蝠）、假吸血蝠屬（印度假吸血蝠）、非洲假吸血蝠屬（非洲假吸血蝠）、假吸血蝠科）等之數種哺乳動物。

## 下属物种
本属包括以下物种：
- 黃翼蝠 Lavia frons (É. Geoffroy Saint-Hilaire, 1810)，黃翼洗浣蝠